# Mount Gay-Shamrock
Mount Gay-Shamrock è un census-designated place (CDP) degli Stati Uniti d'America, situato nello stato della Virginia Occidentale, nella contea di Logan.